# Säby socken, Västmanland
Säby socken i Västmanland ingick i Snevringe härad, ingår sedan 1971 i Hallstahammars kommun och motsvarar från 2016 Säby distrikt.
Socknens areal är 20,46 kvadratkilometer, varav 20,18 land. År 2000 fanns här 500 invånare. Orten Mölntorp samt sockenkyrkan Säby kyrka ligger i socknen. 

## Administrativ historik
Säby socken har medeltida ursprung. 
Vid kommunreformen 1862 övergick socknens ansvar för de kyrkliga frågorna till Säby församling och för de borgerliga frågorna till Säby landskommun. Landskommunens inkorporerades 1952 i Kolbäcks landskommun som upplöstes 1971, då denna del uppgick i Hallstahammars kommun. Församlingen uppgick 2006 i Kolbäck-Säby församling som 2014 uppgick i Hallstahammar-Kolbäcks församling.
1 januari 2016 inrättades distriktet Säby, med samma omfattning som församlingen hade 1999/2000.
Socknen har tillhört fögderier, tingslag och domsagor enligt vad som beskrivs i artikeln Snevringe härad. De indelta soldaterna tillhörde Västmanlands regemente och Västerås kompani.

## Geografi
Säby socken ligger öster om Kolbäcksåns nedersta lopp med Mälarfjärden Freden i sydost. Socknen är mest öppen slättbygd på Mälarslätten.
Socknen genomkorsas av Mälarbanan och riksväg 56. 
Säby socken avgränsas i norr av Svedvi socken och i väster och sydväst av Kolbäcks socken. I sydöst gränsar området till Rytterne socken och i öster till Dingtuna socken.

## Fornlämningar
Från bronsåldern finns skålgropar samt spridda gravar. De flesta lämningarna är dock från yngre järnåldern och ligger på cirka 30 olika gravfält. Det finns två fornborgar, varav den största är Borgby skans i nordväst, norr om Mölntorp. Denna borg lär ha använts så sent som på medeltiden.

## Namnet
Namnet (1359, Sæby) kommer från bebyggelsen kring kyrkan och innehåller förleden sæ, 'sjö', som syftar på läget vid sjön Freden. Efterleden är by, 'gård; by'.

## Befolkningsutveckling
| Befolkningsutvecklingen i Säby socken, Västmanland 1750–1990                                            | Befolkningsutvecklingen i Säby socken, Västmanland 1750–1990 | Befolkningsutvecklingen i Säby socken, Västmanland 1750–1990 | Befolkningsutvecklingen i Säby socken, Västmanland 1750–1990 | Befolkningsutvecklingen i Säby socken, Västmanland 1750–1990 |
| --- | ------------------------------------------------------------ | ------------------------------------------------------------ | ------------------------------------------------------------ | ------------------------------------------------------------ |
| |                                                              |                                                              |                                                              |                                                              |
| År |                                                              |                                                              | Folkmängd                                                    |                                                              |
| 1750 | 1750                                                         |                                                              | 455                                                          |                                                              |
| 1760 | 1760                                                         |                                                              | 477                                                          |                                                              |
| 1769 | 1769                                                         |                                                              | 517                                                          |                                                              |
| 1780 | 1780                                                         |                                                              | 531                                                          |                                                              |
| 1790 | 1790                                                         |                                                              | 524                                                          |                                                              |
| 1800 | 1800                                                         |                                                              | 543                                                          |                                                              |
| 1810 | 1810                                                         |                                                              | 513                                                          |                                                              |
| 1820 | 1820                                                         |                                                              | 526                                                          |                                                              |
| 1830 | 1830                                                         |                                                              | 501                                                          |                                                              |
| 1840 | 1840                                                         |                                                              | 541                                                          |                                                              |
| 1850 | 1850                                                         |                                                              | 579                                                          |                                                              |
| 1860 | 1860                                                         |                                                              | 604                                                          |                                                              |
| 1870 | 1870                                                         |                                                              | 639                                                          |                                                              |
| 1880 | 1880                                                         |                                                              | 798                                                          |                                                              |
| 1890 | 1890                                                         |                                                              | 793                                                          |                                                              |
| 1900 | 1900                                                         |                                                              | 754                                                          |                                                              |
| 1910 | 1910                                                         |                                                              | 824                                                          |                                                              |
| 1920 | 1920                                                         |                                                              | 798                                                          |                                                              |
| 1930 | 1930                                                         |                                                              | 722                                                          |                                                              |
| 1940 | 1940                                                         |                                                              | 670                                                          |                                                              |
| 1950 | 1950                                                         |                                                              | 681                                                          |                                                              |
| 1960 | 1960                                                         |                                                              | 556                                                          |                                                              |
| 1970 | 1970                                                         |                                                              | 428                                                          |                                                              |
| 1980 | 1980                                                         |                                                              | 415                                                          |                                                              |
| 1990 | 1990                                                         |                                                              | 437                                                          |                                                              |
| Anm: Källor: Umeå universitet - Tabellverket 1749-1859, Demografiska databasen, CEDAR, Umeå universitet |                                                              |                                                              |                                                              |                                                              |